# Bartomeu Ferrà
Pour les articles homonymes, voir Perello.
Bartomeu Ferrà i Perelló, né à Palma de Majorque en 1843 et mort dans la même ville en 1924, est un écrivain de langue catalane, maître d’œuvre et archéologue espagnol.
En tant qu'écrivain, il est l'un des principaux représentants du costumbrismo majorquin. Avec Mateu Obrador, il fonde la revue La Ignorància. Il collabore à différentes publications proches de la Renaixença, comme La Dulzaina, El Àncora, Revista Balear, Museo Balear, Mallorca, Mallorca Dominical et Migjorn.

## Œuvre littéraire
- Pastorells de na Rebeca i na Susana (1868)
- Pastorells amb alegria d’en Jafet i companyia (1892)
- Pastorells de Nadal composts per recitar nins i nines de les costures mallorquines de Sant Vicens de Paül (1910)
- Comèdies i poesies (1872)
- Comèdies de costums mallorquines (1882)
- Coses nostres (1895)
- Flors i fulles (1898)
- Brots d’ortiga (1900)
- Endolades (1903)
- Hores sèries (1916)
- Ciutat ha seixanta anys (1918)